# 1918 en Grèce
Chronologie de la Grèce
- 1914
- 1915
- 1916
- 1917
- 1918
- 1919
- 1920
- 1921
- 1922

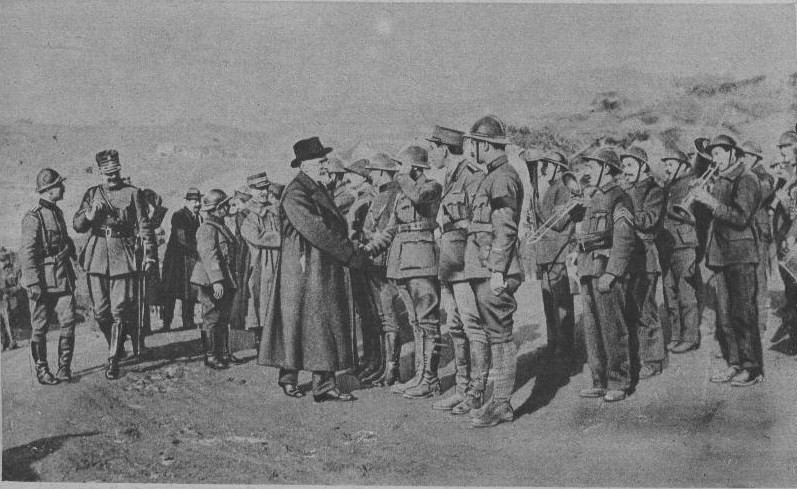
Le général Auguste Gérôme et Elefthérios Venizélos passent en revue la nouvelle armée grecque (décembre 1918).

Cette page concerne les évènements survenus en 1918 en Grèce  :

## Événements
- Participation de la Grèce dans la Première Guerre mondiale (1915/1918)
- 29-31 mai : Bataille de Skra-di-Legen
- 18-19 septembre : Bataille de Doiran
- 29 septembre : Armistice de Thessalonique
- 30 octobre : Armistice de Moudros

## Sortie de film
- La Fortune d'Annoula

## Création
- 221e escadron de la RAF (en).
- Attica Group (en), compagnie maritime.
- Club Dóxa Dráma (football)
- Confédération générale des travailleurs grecs
- Musée national d'art populaire
- Parti communiste de Grèce
- Société mathématique hellénique

## Naissance
- Costa Coulentianos, sculpteur.
- María Giannakopoúlou (el), actrice.
- Konstantínos Mitsotákis, Premier ministre.
- Aspasía Papathanasíou (el), actrice.
- Giánkos Pesmazóglou, économiste et député européen.
- Geórgios Rállis, personnalité politique.
- Aléxis Solomós (el), écrivain.

## Décès
- Panagiótis Axiótis (el), écrivain.
- Geórgios Kallispéris (el), militaire.
- Ioánnis Kalostýpis (el), journaliste.
- Chrístos Stefanópoulos (el), personnalité politique.
- Cypárissos Stéphanos (el), mathématicien.